# Mitchell Plateau
Mitchell Plateau är en platå i Australien. Den ligger i delstaten Western Australia, omkring 2 200 kilometer nordost om delstatshuvudstaden Perth.